# Henry Savile
Henry Savile (30 de noviembre de 1549 - 19 de febrero de 1622) fue un erudito británico, rector del Merton College de la Universidad de Oxford, y del Colegio Eton. Fue Miembro  del Parlamento de Inglaterra por Bossiney en 1589 y por Dunwich en 1593. Fundó la cátedra Saviliana de geometría y la cátedra Saviliana de astronomía en la Universidad de Oxford, prestigiosas instituciones que conmemoran su nombre y que han perdurado hasta la actualidad.

## Biografía
Era hijo de Henry Savile, originario de Bradley (localidad cercana a Halifax en Yorkshire, Inglaterra), miembro de una antigua familia del condado, los Savile de Methley; y de su mujer Elizabeth, hija de Robert Ramsden.
Fue educado en el Brasenose College de la Universidad de Oxford, donde ingresó en 1561. Fue nombrado miembro del Merton College en 1565. Se convirtió en un reputado matemático y erudito en la cultura griega clásica, destacando con sus conferencias sobre el Almagesto, y en 1575 fue nombrado rector auxiliar. En 1578 viajó por Europa, donde adquirió numerosos manuscritos y se dice que estuvo al servicio de la reina Isabel I cuando esta residió en los Países Bajos. A su regreso, fue nombrado Tutor de Griego de la Reina.
En 1583, Lord Burghley nombró a Savile junto con John Chamber y Thomas Digges, para formar una comisión que debía considerar si Inglaterra tendría que adoptar el calendario gregoriano a propuesta de John Dee. En 1585 fue nombrado rector de Merton gracias al decidido interés de Burghley y del Secretario Walsingham. Su gestión fue autocrática, generalmente impopular entre miembros del consejo y estudiantes, pero la universidad floreció durante su mandato. Su traducción de los cuatro libros de las Historias de Tácito, con un estudiado Comentario sobre las Guerras de Roma (1591), incrementaron su reputación.
El 26 de mayo de 1596 obtuvo el cargo de rector de Eton, recompensa a su persistente interés. Según los estatutos de la Universidad, no estaba cualificado para el cargo porque no no se había ordenado clérigo, y la reina se mostraba reticente con el nombramiento. Savile insistió con considerable ingenuidad en que la reina tenía el derecho de ejercer dispensas sobre los estatutos, y finalmente se hizo con el cargo de esta manera.
En febrero de 1601 fue arrestado por ser sospechoso de haber colaborado en la rebelión del Conde de Essex. Fue pronto liberado, y olvidó rápidamente su amistad con la facción de Essex para obtener el favor de Jaime I. Maniobró hábilmente para mantenerse en Eton, en lo que pudo tener mucha influencia su hermano mayor, Sir John Savile (1545–1607), un abogado de altas prerrogativas y barón del exchequer (quien en 1606 defendió el derecho del rey para imponer tasas de importación y de exportación).
El 30 de septiembre de 1604 Savile fue nombrado caballero, y aquel año pasó a formar parte del grupo de eruditos nombrado para preparar la Biblia del rey Jacobo, versión autorizada de la Biblia. Trabajó en algunas partes de los Evangelios, en los Hechos de los Apóstoles y en el Apocalipsis.
En 1619 fundó y dotó una cátedra de astronomía y otra de geometría en Oxford; ambas conservan su nombre. Murió en Eton el 19 de febrero de 1622. Está enterrado en la Capilla Universitaria de Merton, donde un mural conmemorativo contiene vistas de los monumentos de su época de Merton y de Eton, y referencias a sus logros literarios (especialmente su Chrysostom)
Sir Henry Savile ha sido a veces confundido con otro Henry Savile, llamado Long Harry (1570-1617), quien dio crédito a un falso añadido de la Crónica de Asser que contiene la historia de que el rey Alfredo fundó la universidad de Oxford.

## Trabajos

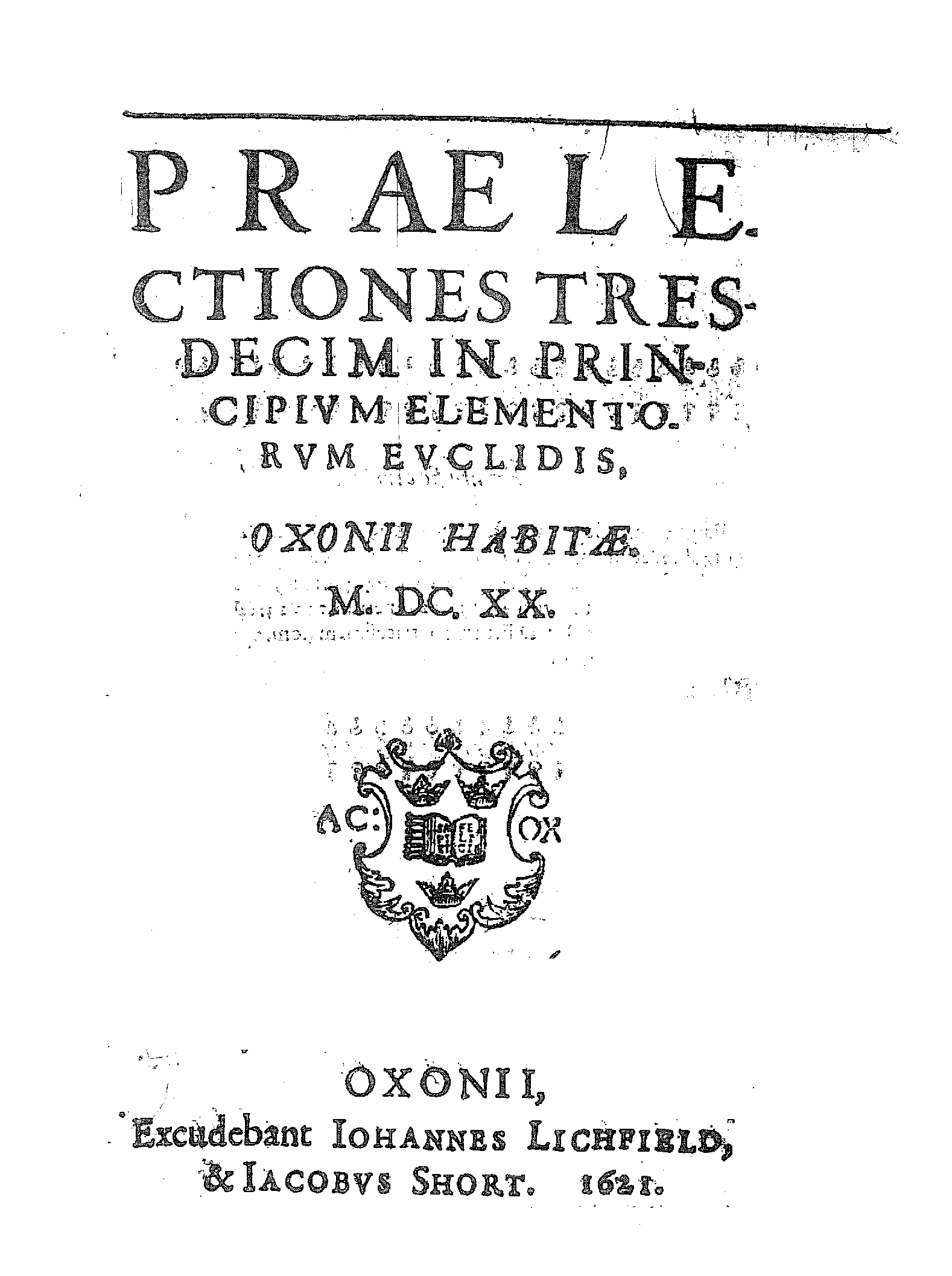
Praelectiones tresdecim in principium elementorum Euclidis, 1621

Su edición de San Juan Crisóstomo en ocho volúmenes fue publicada en 1610–1613. Fue editado por la Imprenta Real en una prensa privada levantada a expensas de Sir Henry, quién importó los caracteres utilizados. El Chrysostom le costó 8000 libras y no se vendió bien. Era el trabajo más considerable de investigación pura emprendido en la Inglaterra de su tiempo (consultó a expertos franceses; y envió investigadores jóvenes a la Biblioteca Imperial de Viena, a la Biblioteca Patrialcal de Halki, y a otros monasterios principales y colecciones). En la misma prensa también publicó una edición del Cyropaedia en 1618.
En 1596 Savile produjo la primera edición impresa de los primeros cuatro libros del Gesta Pontificum Anglorum (una historia eclesiástica de Inglaterra escrita por Guillermo de Malmesbury a comienzos del siglo XII). Savile utilizó como fuente el manuscrito MS Ff.1.25.1 de la Biblioteca Universitaria de Cambridge, copia de una copia del manuscrito original.

## Familia
Un hermano, Thomas Savile (muerto en 1593), era también miembro del Merton College y tuvo cierta reputación como erudito. En 1604 murió el hijo único nacido de su matrimonio en 1592 con Margaret Dacre. Se piensa que Sir Henry Savile fue inducido por esta pérdida a dedicar la mayor parte de su fortuna a la promoción de la educación. Su hija Elizabeth se casó con Sir John Sedley y fue madre de Sir Charles Sedley.